# Carlos Álvarez-Nóvoa

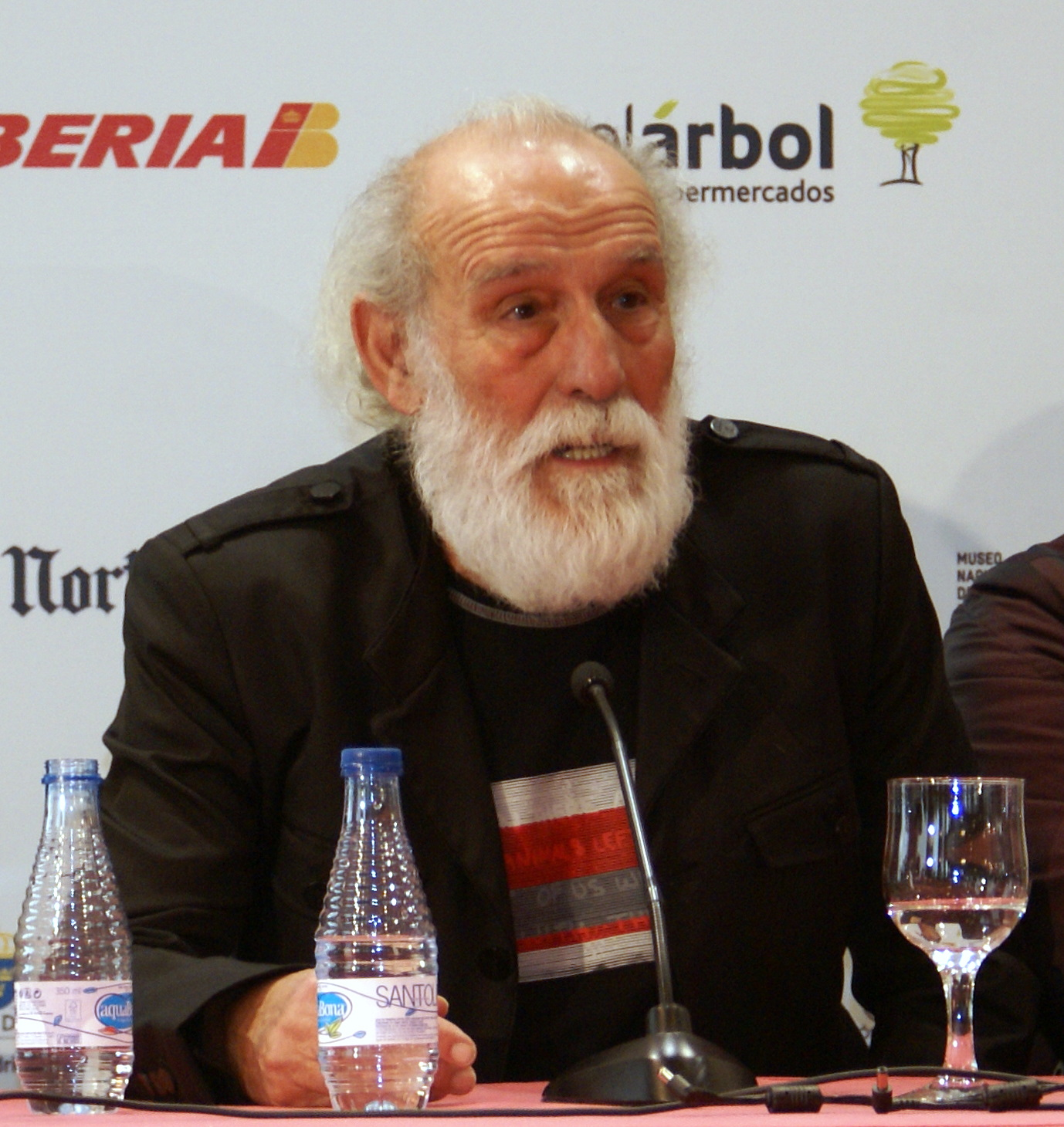
Carlos Álvarez-Nóvoa (2011)

Carlos Álvarez-Nóvoa Sánchez (* 1940 in La Felguera, Asturien; † 23. September 2015 in Sevilla, Andalusien) war ein spanischer Schauspieler, Theaterregisseur, Schriftsteller und Hochschullehrer.

## Leben
Carlos Álvarez-Nóvoa Sánchez studierte Rechtswissenschaften und Romanistik und promovierte in spanischer Sprache. Ab 1957 spielte Álvarez-Nóvoa auf spanischen Theaterbühnen. Er begann an der Teatro Español Universitario und spielte später unter anderem in Sevilla, Madrid und Barcelona. Seine Theaterkarriere umfasste über vier Jahrzehnte, wobei er auch viele Stücke selbst inszenierte.
1999 spielte er in Benito Zambranos Filmdrama Solas an der Seite von María Galiana und Ana Fernández. Im Alter von sechzig Jahren wurde er bei der Verleihung des spanischen Filmpreises Goya 2000 als Bester Nachwuchsdarsteller ausgezeichnet.
Parallel zu seiner Schauspielkarriere unterrichtete Álvarez-Nóvoa auch an unterschiedlichen Instituten.
Carlos Álvarez-Nóvoa Sánchez starb am 23. September 2015 in Sevilla im Alter von 75 Jahren.

## Filmografie (Auswahl)
- 1989: Trébol de cuatro hojas
- 1991: Die Löwen der Alhambra (Réquiem por Granada, Fernsehserie, unbekannte Anzahl an Folgen)
- 1999: Solas
- 2001: Der Sohn der Braut (El hijo de la novia)
- 2004: Recambios
- 2005: Elsa & Fred (Elsa y Fred)
- 2006: ¿Por qué se frotan las patitas?
- 2008: Road Spain
- 2010: Gran Reserva (Fernsehserie, fünf Folgen)
- 2011: Las olas
- 2012: La mémoire dans la chair
- 2013: El amor no es lo que era
- 2013: Gran Reserva. El origen (Fernsehserie, sechs Folgen)
- 2014: El mal del arriero
- 2015: Asesinos inocentes

## Auszeichnungen (Auswahl)
- Goya 2000: Bester Nachwuchsdarsteller in Solas